# NGC 6760
NGC 6760 é um aglomerado globular na direção da constelação de Aquila. O objeto foi descoberto pelo astrônomo John Hind em 1845, usando um telescópio refrator com abertura de 7 polegadas. Devido a sua moderada magnitude aparente (+9), é visível apenas com telescópios amadores ou com equipamentos superiores. 